# Monodelphis reigi
Monodelphis reigi e вид опосум от семейство Didelphidae. Видът е открит през 2004 г.

## Географско разпространение
Видът е ендемичен за Венецуела. Обитава изолиран планински масив Сиера де Лема на височина от 1300 m. Масивът се намира на границата с Гвиана и е част от националния парк Канаима.